# Biathlon-Weltcup in Oberhof 2024/25
Der 4. Weltcup der Biathlonsaison 2024/25 bildete den Beginn des zweiten Trimesters und fand traditionell in der Lotto Thüringen Arena am Rennsteig von Oberhof statt. Die Wettkämpfe im thüringischen Wintersportort wurden vom 6. bis 12. Januar 2025 ausgetragen.

## Wettkampfprogramm
| Datum        | Männer    | Männer                    | Frauen                    | Frauen                    |
| ------------ | --------- | ------------------------- | ------------------------- | ------------------------- |
| Do, 09.01.25 |           |                           | 14:20 Uhr                 | Sprint (7,5 km)           |
| Fr, 10.01.25 | 14:20 Uhr | Sprint (10 km)            |                           |                           |
| Sa, 11.01.25 | 14:45 Uhr | Verfolgung (12,5 km)      | 12:30 Uhr                 | Verfolgung (10 km)        |
| So, 12.01.25 | 12:20 Uhr | Single-Mixed-Staffel      | Single-Mixed-Staffel      | Single-Mixed-Staffel      |
| So, 12.01.25 | 14:30 Uhr | Mixedstaffel (4 × 7,5 km) | Mixedstaffel (4 × 7,5 km) | Mixedstaffel (4 × 7,5 km) |

## Teilnehmende Nationen und Athleten
Wenn Klammern um die Zahl der Athleten stehen, hat dies zur Bedeutung, dass vom entsprechenden Verband mehr Athleten für das Weltcupwochenende nominiert worden waren, als Startplätze in den Einzelrennen für die Nation zur Verfügung standen.
| Nation               | Anzahl               | Athlet                                                                                                   | Athletin |
| Europa (21 Nationen) | Europa (21 Nationen) | Europa (21 Nationen)                                                                                     | Europa (21 Nationen)                                                                                          |
| -------------------- | -------------------- | --- | --- |
| Belgien              | 3+3                  | Florent Claude, Thierry Langer, Marek Mackels                                                            | Eve Bouvard, Maya Cloetens, Lotte Lie                                                                         |
| Bulgarien            | (5)+4                | Wladimir Iliew, Wassil Saschew, Anton Sinapow, Blagoj Todew, Konstantin Wassilew                         | Walentina Dimitrowa, Stefani Jolowa, Marija Sdrawkowa, Milena Todorowa                                        |
| Deutschland          | 6+6                  | Philipp Horn, Simon Kaiser, Johannes Kühn, Philipp Nawrath, Danilo Riethmüller, Justus Strelow           | Selina Grotian, Julia Kink, Franziska Preuß, Sophia Schneider, Julia Tannheimer, Vanessa Voigt                |
| Estland              | 4+4                  | Jakob Kulbin, Kristo Siimer, Mehis Udam, Rene Zahkna                                                     | Regina Ermits, Susan Külm, Johanna Talihärm, Tuuli Tomingas                                                   |
| Finnland             | 5+4                  | Arttu Heikkinen, Otto Invenius, Heikki Laitinen, Jaakko Ranta, Tero Seppälä                              | Inka Hämäläinen, Venla Lehtonen, Sonja Leinamo, Suvi Minkkinen                                                |
| Frankreich           | 6+6                  | Émilien Claude, Fabien Claude, Quentin Fillon Maillet, Antonin Guigonnat, Émilien Jacquelin, Éric Perrot | Paula Botet, Justine Braisaz-Bouchet, Lou Jeanmonnot, Océane Michelon, Jeanne Richard, Julia Simon            |
| Griechenland         | 1+1                  | Apostolos Angelis                                                                                        | Konstantina Charalampidou                                                                                     |
| Grönland             | 1                    | Sondre Slettemark                                                                                        | |
| Italien              | 6+6                  | Marco Barale, Didier Bionaz, Patrick Braunhofer, Tommaso Giacomel, Lukas Hofer, Elia Zeni                | Hannah Auchentaller, Michela Carrara, Samuela Comola, Ilaria Scattolo, Martina Trabucchi, Dorothea Wierer     |
| Lettland             | 4+3                  | Renārs Birkentāls, Edgars Mise, Aleksandrs Patrijuks, Andrejs Rastorgujevs                               | Sandra Buliņa, Sanita Buliņa, Estere Volfa                                                                    |
| Litauen              | 3+3                  | Nikita Čigak, Maksim Fomin, Vytautas Strolia                                                             | Natalija Kočergina, Judita Traubaitė, Lidia Žurauskaitė                                                       |
| Moldau               | 3+3                  | Pawel Magasejew, Maxim Makarow, Michail Ussow                                                            | Alla Ghilenko, Aljona Makarowa, Alina Stremous                                                                |
| Norwegen             | 6+6                  | Johannes Thingnes Bø, Tarjei Bø, Sturla Holm Lægreid, Vebjørn Sørum, Endre Strømsheim, Martin Uldal      | Juni Arnekleiv, Maren Kirkeeide, Karoline Offigstad Knotten, Ida Lien, Gro Randby, Ingrid Landmark Tandrevold |
| Österreich           | 5+5                  | Simon Eder, Patrick Jakob, David Komatz, Felix Leitner, Magnus Oberhauser                                | Anna Andexer, Anna Gandler, Lisa Hauser, Anna Juppe, Tamara Steiner                                           |
| Polen                | 3+5                  | Konrad Badacz, Jan Guńka, Fabian Suchodolski                                                             | Daria Gembicka, Joanna Jakieła, Anna Mąka, Natalia Sidorowicz, Kamila Żuk                                     |
| Rumänien             | 4+3                  | George Buta, George Colțea, Raul Flore, Dmitri Schamajew                                                 | Andreea Mezdrea, Jelena Tschirkowa, Anastassija Tolmatschowa                                                  |
| Schweden             | 5+6                  | Viktor Brandt, Jesper Nelin, Martin Ponsiluoma, Sebastian Samuelsson, Malte Stefansson                   | Ella Halvarsson, Anna-Karin Heijdenberg, Anna Magnusson, Elvira Öberg, Hanna Öberg, Johanna Skottheim         |
| Schweiz              | 5+4                  | Joscha Burkhalter, Dajan Danuser, Jeremy Finello, Niklas Hartweg, Sebastian Stalder                      | Amy Baserga, Aita Gasparin, Elisa Gasparin, Lena Häcki-Groß                                                   |
| Slowakei             | (3)+3                | Damián Cesnek, Artur Ischakov, Tomáš Sklenárik                                                           | Ema Kapustová, Anastasiya Kuzmina, Mária Remeňová                                                             |
| Slowenien            | 4+3                  | Miha Dovžan, Jakov Fak, Lovro Planko, Toni Vidmar                                                        | Polona Klemenčič, Anamarija Lampič, Lena Repinc                                                               |
| Tschechien           | 4+4                  | Vítězslav Hornig, Michal Krčmář, Jonáš Mareček, Adam Václavík                                            | Lucie Charvátová, Jessica Jislová, Kristýna Otcovská, Tereza Voborníková                                      |
| Ukraine              | 4+(6)                | Anton Dudtschenko, Taras Lessjuk, Witalij Mandsyn, Dmytro Pidrutschnyj                                   | Chrystyna Dmytrenko, Julija Dschyma, Olena Horodna, Anna Krywonos, Iryna Petrenko, Daryna Tschalyk            |
| Amerika (2 Nationen) |                      | | |
| Kanada               | (4)+4                | Haldan Borglum, Jasper Fleming, Logan Pletz, Adam Runnalls                                               | Emma Lunder, Nadia Moser, Pascale Paradis, Shilo Rousseau                                                     |
| Vereinigte Staaten   | 4+4                  | Vincent Bonacci, Václav Červenka, Maxime Germain, Campbell Wright                                        | Grace Castonguay, Margie Freed, Tara Geraghty-Moats, Chloe Levins                                             |
| Asien (2 Nationen)   |                      | | |
| Japan                | 2+1                  | Kiyomasa Ojima, Mikito Tachizaki                                                                         | Aoi Sato |
| Kasachstan           | 4+3                  | Ässet Düissenow, Wladislaw Kirejew, Wadim Kurales, Alexander Muchin                                      | Polina Jegorowa, Olga Poltaranina, Galina Wischnewskaja-Scheporenko                                           |
| Ozeanien (1 Nation)  |                      | | |
| Australien           | 1                    | | Darcie Morton                                                                                                 |

## Ausgangslage
Als Weltcupführende gingen nach dem ersten Trimester nach wie vor Johannes Thingnes Bø und Franziska Preuß an den Start.

Nach ihren gesundheitsbedingten Pausen waren Hanna Öberg und Ingrid Landmark Tandrevold wieder zurück im Weltcup, im Gegenzug fehlten Markéta Davidová und besonders Lisa Vittozzi nach wie vor. Letztere hatte sich am Mittwoch vor Wettkampfbeginn sogar dazu entschieden, als Folge ihrer Rückenverletzung und daraus folgendem Trainingsrückstand die Saison sofort und damit noch vor den Weltmeisterschaften zu beenden, um wieder komplett zu genesen. Als Ziel setzte sie die Olympischen Spiele im nächsten Jahr. Die Massenstartdritte von Le Grand-Bornand, Paulína Bátovská Fialková startete ebenfalls nicht, um einen Trainingsblock zu absolvieren.
In den größten Teams gab es mehrere Kaderänderungen. Im französischen Aufgebot wurde Sophie Chauveau nach durchschnittlichen Ergebnissen in Le Grand-Bornand erstmals nach gut zwei Jahren aus dem Weltcup entnommen, statt ihr startete die IBU-Cup-Führende Paula Botet. Bei den Norwegern bekam Vetle Sjåstad Christiansen wie schon im Vorjahr keinen Einsatz, da sich Tarjei Bø nach seinem Massenstartsieg in Frankreich wieder empfohlen hatte. Im schwedischen Team fehlten Sara Andersson und Anton Ivarsson krankheitsbedingt. Die deutschen Betreuer hatten sich dazu entschieden, Anna Weidel trotz perfekter Schießquote in den IBU-Cup zu schicken, statt ihr bekam Sophia Schneider ihren ersten Weltcupeinsatz der Saison. Für Österreich startete David Komatz wieder und ersetzte Fredrik Mühlbacher, auch Fabian Müllauer startete nicht mehr und wurde durch Magnus Oberhauser ersetzt. Im Damenteam ersetzten Anna Juppe und Tamara Steiner Kristina Oberthaler und Lea Rothschopf, Dunja Zdouc startete gesundheitsbedingt nicht. Im Schweizer Team waren Gasparin, Danuser, Hartweg und Baserga nach ihrer Zwangspause wieder zurück. Der italienische Verband hatte wieder zwölf Athleten nominiert, womit Patrick Braunhofer und Elia Zeni wieder zurück waren. Marco Barale und Ilaria Scattolo, Siegerin im IBU-Cup, feierten zusätzlich ihr Weltcupdebüt. Hannah Auchentaller trat den Sprint krankheitsbedingt allerdings nicht an.

## Ergebnisse
| 4. Weltcup in Oberhof, 6. bis 12. Januar 2025 | 4. Weltcup in Oberhof, 6. bis 12. Januar 2025 | 4. Weltcup in Oberhof, 6. bis 12. Januar 2025                           | 4. Weltcup in Oberhof, 6. bis 12. Januar 2025                     | 4. Weltcup in Oberhof, 6. bis 12. Januar 2025                                    |
| --------------------------------------------- | --------------------------------------------- | ----------------------------------------------------------------------- | ----------------------------------------------------------------- | -------------------------------------------------------------------------------- |
| Datum                                         | Disziplin                                     | Erster Platz                                                            | Zweiter Platz                                                     | Dritter Platz                                                                    |
| 9. Januar 2025 (Do.)                          | Sprint (7,5 km)                               | Paula Botet                                                             | Maren Kirkeeide                                                   | Milena Todorowa                                                                  |
| 10. Januar 2025 (Fr.)                         | Sprint (10 km)                                | Quentin Fillon Maillet                                                  | Fabien Claude                                                     | Émilien Jacquelin                                                                |
| 11. Januar 2025 (Sa.)                         | Verfolgung (10 km)                            | Lou Jeanmonnot                                                          | Maren Kirkeeide                                                   | Elvira Öberg                                                                     |
| 11. Januar 2025 (Sa.)                         | Verfolgung (12,5 km)                          | Sturla Holm Lægreid                                                     | Tarjei Bø                                                         | Johannes Thingnes Bø                                                             |
| 12. Januar 2025 (So.)                         | Single-Mixed-Staffel                          | FinnlandTero Seppälä Suvi Minkkinen                                     | FrankreichQuentin Fillon Maillet Paula Botet                      | DeutschlandJustus Strelow                                                        |
| 12. Januar 2025 (So.)                         | Mixedstaffel (4 × 7,5 km)                     | SchwedenSebastian Samuelsson Martin Ponsiluoma Hanna Öberg Elvira Öberg | FrankreichFabien Claude Éric Perrot Jeanne Richard Lou Jeanmonnot | NorwegenSturla Holm Lægreid Tarjei Bø Ingrid Landmark Tandrevold Maren Kirkeeide |

## Verlauf

### Sprint

#### Frauen
Start: Donnerstag, 9. Januar 2025, 14:20 Uhr
| Platz | Sportler                | Zeit        | Schießfehler |
| ----- | ----------------------- | ----------- | ------------ |
| 1     | Paula Botet             | 22:52,8 min | 0+0          |
| 2     | Maren Kirkeeide         | +31,1       | 1+0          |
| 3     | Milena Todorowa         | +35,0       | 0+1          |
| 4     | Justine Braisaz-Bouchet | +40,3       | 1+2          |
| 5     | Suvi Minkkinen          | +47,8       | 0+1          |
| 6     | Océane Michelon         | +49,9       | 1+0          |
| 7     | Lou Jeanmonnot          | +52,5       | 0+1          |
| 8     | Sonja Leinamo           | +54,4       | 0+0          |
| 9     | Julia Tannheimer        | +56,4       | 1+0          |
| 10    | Selina Grotian          | +59,0       | 0+1          |
| 0     |                         |             |              |
| 13    | Lisa Hauser             | +1:11,8     | 0+1          |
| 16    | Michela Carrara         | +1:33,7     | 1+0          |
| 19    | Dorothea Wierer         | +1:36,7     | 0+0          |
| 20    | Amy Baserga             | +1:41,5     | 0+1          |
| 25    | Lotte Lie               | +1:57,9     | 1+1          |
| 27    | Aita Gasparin           | +1:58,8     | 0+2          |
| 28    | Franziska Preuß         | +2:00,2     | 1+2          |
| 29    | Lena Häcki-Groß         | +2:06,6     | 1+2          |
| 32    | Tamara Steiner          | +2:17,6     | 0+0          |
| 33    | Anna Gandler            | +2:18,1     | 1+2          |
| 34    | Maya Cloetens           | +2:19,0     | 1+2          |
| 35    | Sophia Schneider        | +2:19,1     | 1+3          |
| 36    | Julia Kink              | +2:19,8     | 0+3          |
| 44    | Martina Trabucchi       | +2:39,0     | 0+1          |
| 46    | Anna Juppe              | +2:42,4     | 2+2          |
| 50    | Elisa Gasparin          | +3:00,3     | 0+3          |
| 51    | Samuela Comola          | +3:02,9     | 0+3          |
| 61    | Anna Andexer            | +3:24,9     | 3+2          |
| 67    | Ilaria Scattolo         | +3:36,5     | 0+2          |
| 68    | Vanessa Voigt           | +3:38,2     | 2+0          |
| 81    | Eve Bouvard             | +4:22,9     | 1+1          |

Gemeldet: 98 
 Nicht am Start:  Juni Arnekleiv
Im ersten Weltcuprennen des neuen Kalenderjahres gab es ein Überraschungspodest zu bewundern. Paula Botet, Gesamtführende im IBU-Cup setzte sich ohne Schießfehler und mit der siebtbesten Kurszeit durch und feierte ihren ersten Podestplatz sowie den Sieg. Ebenfalls standen Maren Kirkeeide und Milena Todorowa zum ersten Mal auf dem Siegertreppchen; Todorowa ging früh mit Startnummer zwei in das Rennen und hielt lange die Bestzeit, Kirkeeide lief auf der Schlussrunde nahezu gemeinsam mit Botet und hatte die drittschnellste Kurszeit aller Athletinnen. Bei schwierigen Bedingungen wie einer tiefen Strecke, Regen und starken Windböen hatten vor allem die Favoriten Probleme, beispielsweise belegte Elvira Öberg als beste Schwedin Rang 37. Schnellste Athletin des Tages war Justine Braisaz-Bouchet, die trotz dreier Fehler Vierte wurde, allgemein klassierten sich alle Französinnen unter den besten Zwölf. Ihr persönlich bestes Weltcupergebnis in den Punkterängen stellten Sonja Leinamo (8.), Michela Carrara (16.) Lena Repinc (18.) und Inka Hämäläinen (30.) auf, die dreifache Olympiasiegerin Anastasiya Kuzmina belegte bei ihrem ersten Weltcuprennen der Saison nach drei Fehlern Rang 31 und gewann damit nach fast sechs Jahren wieder Punkte. Am Schießstand blieben mit Botet, Leinamo, Dschyma (14.), Wierer und Steiner nur fünf Athletinnen fehlerfrei. Vanessa Voigt verfehlte nach gesundheitlichen Problemen im Vorfeld des Wochenendes das Verfolgungsrennen.

#### Männer
Start: Freitag, 10. Januar 2025, 14:20 Uhr
| Platz | Sportler               | Zeit        | Schießfehler |
| ----- | ---------------------- | ----------- | ------------ |
| 1     | Quentin Fillon Maillet | 23:36,2 min | 0+0          |
| 2     | Fabien Claude          | +14,9       | 0+0          |
| 3     | Émilien Jacquelin      | +22,1       | 0+1          |
| 4     | Dmytro Pidrutschnyj    | +28,8       | 0+0          |
| 5     | Martin Uldal           | +29,4       | 0+1          |
| 6     | Sturla Holm Lægreid    | +35,7       | 0+1          |
| 7     | Niklas Hartweg         | +36,6       | 0+1          |
| 8     | Émilien Claude         | +40,0       | 0+0          |
| 9     | Campbell Wright        | +48,3       | 0+1          |
| 10    | Éric Perrot            | +48,4       | 1+0          |
| 0     |                        |             |              |
| 18    | Justus Strelow         | +1:12,9     | 0+1          |
| 23    | Sebastian Stalder      | +1:16,5     | 0+0          |
| 26    | Lukas Hofer            | +1:28,4     | 0+2          |
| 27    | Philipp Nawrath        | +1:29,8     | 1+2          |
| 29    | Jeremy Finello         | +1:32,9     | 0+2          |
| 30    | Simon Eder             | +1:34,6     | 0+1          |
| 31    | Danilo Riethmüller     | +1:36,2     | 1+2          |
| 33    | Johannes Kühn          | +1:38,7     | 0+2          |
| 38    | David Komatz           | +1:43,5     | 2+0          |
| 39    | Tommaso Giacomel       | +1:44,1     | 1+3          |
| 40    | Patrick Braunhofer     | +1:46,3     | 0+0          |
| 42    | Elia Zeni              | +1:52,1     | 1+0          |
| 44    | Philipp Horn           | +1:57,8     | 1+3          |
| 45    | Thierry Langer         | +1:59,4     | 1+1          |
| 46    | Simon Kaiser           | +1:59,8     | 2+2          |
| 50    | Florent Claude         | +2:13,5     | 2+0          |
| 53    | Didier Bionaz          | +2:17,0     | 0+3          |
| 57    | Felix Leitner          | +2:23,2     | 1+0          |
| 58    | Dajan Danuser          | +2:24,4     | 0+3          |
| 70    | Patrick Jakob          | +3:01,0     | 2+1          |
| 72    | Marco Barale           | +3:04,2     | 2+1          |
| 75    | Joscha Burkhalter      | +3:09,4     | 2+3          |
| 80    | Magnus Oberhauser      | +3:20,6     | 1+2          |
| 86    | Marek Mackels          | +3:35,9     | 2+1          |

Gemeldet und am Start: 100
Dank zehn Treffern und der dritten Kurszeit aller Athleten gewann Quentin Fillon Maillet den Sprint und damit sein erstes Weltcuprennen seit dem Sprint von Otepää im März 2022. Fabien Claude lief mit Startnummer 72 auf Rang zwei und stellte damit sein bestes Weltcupergebnis ein, Émilien Jacquelin erreichte erneut das Podest und komplettierte den Dreifacherfolg der Franzosen. Pidrutschnyj und Hartweg überzeugten mit ihrem jeweils besten Sprintergebnis ihrer Karriere, Johannes Thingnes Bø hingegen wurde nach drei Fehlern trotz Laufbestzeit nur 13. Der deutschen Mannschaft gelang vor ihrem Heimpublikum kein wirklicher Erfolg, anders als bei den Österreichern lagen die Probleme aber eher am Schießstand als in der Loipe.

### Verfolgung

#### Frauen
Start: Samstag, 12. Januar 2025, 12:30 Uhr
| Platz | Sportler                | Zeit        | Schießfehler |
| ----- | ----------------------- | ----------- | ------------ |
| 1     | Lou Jeanmonnot          | 31:14,9 min | 1+0+0+0      |
| 2     | Maren Kirkeeide         | +18,1       | 0+2+0+0      |
| 3     | Elvira Öberg            | +26,2       | 0+0+0+1      |
| 4     | Océane Michelon         | +28,9       | 0+1+0+1      |
| 5     | Selina Grotian          | +33,6       | 1+0+1+0      |
| 6     | Jeanne Richard          | +33,7       | 0+0+1+1      |
| 7     | Milena Todorowa         | +34,5       | 1+0+0+1      |
| 8     | Suvi Minkkinen          | +39,9       | 0+2+0+0      |
| 9     | Justine Braisaz-Bouchet | +57,0       | 1+3+0+0      |
| 10    | Julia Simon             | +1:09,7     | 0+0+4+1      |
| 11    | Amy Baserga             | +1:10,7     | 1+0+0+0      |
| 12    | Julia Tannheimer        | +1:13,1     | 1+1+0+1      |
| 13    | Lisa Hauser             | +1:16,6     | 1+0+0+1      |
| 0     |                         |             |              |
| 16    | Dorothea Wierer         | +1:31,1     | 0+0+1+2      |
| 19    | Michela Carrara         | +1:44,3     | 1+2+0+0      |
| 20    | Franziska Preuß         | +1:51,3     | 1+0+1+1      |
| 23    | Aita Gasparin           | +2:36,4     | 0+1+1+0      |
| 24    | Lotte Lie               | +2:38,2     | 0+2+0+2      |
| 26    | Maya Cloetens           | +2:53,0     | 0+2+0+1      |
| 27    | Sophia Schneider        | +3:02,9     | 0+1+1+1      |
| 32    | Julia Kink              | +3:51,4     | 2+0+0+1      |
| 34    | Martina Trabucchi       | +3:57,0     | 2+1+0+0      |
| 37    | Tamara Steiner          | +4:10,4     | 1+0+2+0      |
| 38    | Samuela Comola          | +4:25,0     | 1+1+0+1      |
| 42    | Lena Häcki-Groß         | +4:37,7     | 2+3+0+2      |
| 44    | Elisa Gasparin          | +4:47,2     | 0+1+1+2      |
| 46    | Anna Gandler            | +4:57,9     | 0+3+3+1      |
| 48    | Anna Juppe              | +5:17,0     | 2+1+2+2      |

Gemeldet: 60 
 Nicht am Start: 2 
 Überrundet: 3
In einem Wettkampf, der von vielen Führungswechseln geprägt war, nutzte Lou Jeanmonnot ihre Chance und gewann zum vierten Mal ein Verfolgungsrennen im Weltcup. Maren Kirkeeide belegte wie schon im Sprint Rang zwei und bestätigte ihre gute Form, Elvira Öberg dagegen holte einen Rückstand von mehr als eineinhalb Minuten und 35 Positionen auf und wurde mit Startnummer 37 Dritte. Die bis zum dritten Schießen Führende Julia Simon schoss bei ebenjenem Anschlag vier Fehler und wurde schlussendlich Zehnte, auch die Sprintsiegerin Paula Botet fiel nach insgesamt fünf Fehlschüssen zurück. Nachdem sie schon im Sprint Sechste geworden war, unterbot Océane Michelon mit Rang vier ihre Bestplatzierung im Weltcup. Amy Baserga und Michela Carrara kamen mit ihren jeweiligen Leistungen knapp an die persönlichen Bestleistungen heran, wie auch schon im Sprint gelang es zudem allen vier finnischen Starterinnen, Weltcuppunkte zu gewinnen. Am Schießstand blieb keine Athletin fehlerfrei.

#### Männer
Start: Samstag, 12. Januar 2025, 14:45 Uhr
| Platz | Sportler               | Zeit        | Schießfehler |
| ----- | ---------------------- | ----------- | ------------ |
| 1     | Sturla Holm Lægreid    | 33:25,5 min | 1+0+0+1      |
| 2     | Tarjei Bø              | +5,2        | 0+0+1+0      |
| 3     | Johannes Thingnes Bø   | +19,7       | 2+0+1+0      |
| 4     | Quentin Fillon Maillet | +23,6       | 1+2+1+1      |
| 5     | Éric Perrot            | +23,7       | 1+1+1+0      |
| 6     | Dmytro Pidrutschnyj    | +25,8       | 1+1+1+0      |
| 7     | Vebjørn Sørum          | +31,0       | 2+0+2+0      |
| 8     | Niklas Hartweg         | +31,8       | 1+1+1+0      |
| 9     | Endre Strømsheim       | +32,7       | 0+0+2+0      |
| 10    | Martin Ponsiluoma      | +36,7       | 3+0+1+0      |
| 0     |                        |             |              |
| 16    | Philipp Nawrath        | +1:05,6     | 1+1+0+2      |
| 17    | Justus Strelow         | +1:10,5     | 0+1+0+0      |
| 25    | Danilo Riethmüller     | +1:44,3     | 0+2+0+2      |
| 26    | Lukas Hofer            | +1:44,5     | 0+1+1+2      |
| 29    | Johannes Kühn          | +2:03,1     | 0+1+2+0      |
| 31    | Sebastian Stalder      | +2:12,5     | 0+0+0+0      |
| 34    | Jeremy Finello         | +2:23,5     | 2+1+1+2      |
| 36    | Tommaso Giacomel       | +2:52,4     | 1+1+2+3      |
| 40    | Elia Zeni              | +3:08,5     | 0+2+1+0      |
| 41    | Felix Leitner          | +3:10,5     | 0+0+0+0      |
| 44    | Simon Kaiser           | +3:46,0     | 2+1+2+2      |
| 45    | Philipp Horn           | +3:54,7     | 3+0+1+2      |
| 46    | Dajan Danuser          | +4:19,5     | 1+0+1+2      |
| 47    | Thierry Langer         | +4:24,4     | 2+1+1+1      |
| 48    | Didier Bionaz          | +4:28,0     | 2+0+2+2      |
| 49    | Patrick Braunhofer     | +4:30,3     | 2+1+1+2      |
| 57    | Florent Claude         | +6:53,8     | 2+2+2+1      |
| DNF   | Simon Eder             |             | 0+1          |
| DNF   | David Komatz           |             | 0+5+3        |

Gemeldet: 60 
 Nicht am Start:  George Buta 
 Nicht beendet: 2
Nachdem im Sprint drei Franzosen auf dem Podium gestanden hatten, klassierten sich im Verfolger ausschließlich Norweger unter den besten Drei. Sturla Holm Lægreid gewann sein erstes Weltcuprennen der Saison, die Gebrüder Bø komplettierten mit Startnummern jenseits der Top 10 das Podest. Pidrutschnyj und Hartweg konnten ihr gutes Sprintergebnis bestätigen, Martin Ponsiluoma lief erstmals in der Saison unter die besten Zehn. Gleich wie beim Damenrennen gab es bis zum dritten Schießen mit Fabien Claude einen klaren Führenden, wie Simon schoss dieser allerdings vier Fehler und kam am Ende als lediglich 18. ins Ziel. Viktor Brandt stellte als 24. sein persönlich bestes Weltcupergebnis ein, die meisten Platzierungen machte Maxime Germain gut, der von Rang 47 auf 22 lief. Drei Athleten – Sebastian Stalder, Dmitri Schamajew (33.) und Felix Leitner – trafen alle zwanzig Scheiben. Simon Eder gab auf der dritten Runde, David Komatz nach einem Sturz und Problemen am Gewehr nach dem dritten Schießen das Rennen auf.

### Mixed

#### Single-Mixed-Staffel
Start: Sonntag, 12. Januar 2025, 12:20 Uhr
| Platz | Land        | Sportler                            | Zeit        | Strafrunden + Nachlader             |
| ----- | ----------- | ----------------------------------- | ----------- | ----------------------------------- |
| 1     | Finnland    | Tero Seppälä Suvi Minkkinen         | 39:17,1 min | 0+1 0+0 / 0+2 0+1 0+0 0+1 / 0+0 0+0 |
| 2     | Frankreich  | Quentin Fillon Maillet Paula Botet  | +10,2       | 0+2 0+0 / 0+1 0+1 0+0 0+2 / 0+2 0+0 |
| 3     | Deutschland | Justus Strelow Selina Grotian       | +24,9       | 0+0 0+0 / 0+1 0+0 0+1 0+3 / 0+3 0+3 |
| 4     | Schweiz     | Niklas Hartweg Amy Baserga          | +46,4       | 1+3 0+0 / 0+0 0+1 0+1 0+2 / 0+0 0+1 |
| 5     | Österreich  | Simon Eder Lisa Hauser              | +52,1       | 0+0 0+1 / 0+1 0+1 0+0 0+2 / 0+2 0+1 |
| 6     | Slowenien   | Jakov Fak Lena Repinc               | +55,3       | 0+0 0+0 / 0+2 0+3 0+1 0+1 / 0+0 0+2 |
| 7     | Estland     | Rene Zahkna Regina Ermits           | +1:16,5     | 0+1 0+2 / 0+1 0+1 0+2 0+1 / 0+1 0+1 |
| 8     | Norwegen    | Vebjørn Sørum Karoline Knotten      | +1:16,6     | 2+3 0+1 / 0+0 0+1 0+2 2+3 / 0+3 0+0 |
| 9     | Tschechien  | Vítězslav Hornig Tereza Voborníková | +1:40,0     | 0+1 0+3 / 0+1 0+1 0+1 0+1 / 0+1 0+2 |
| 10    | Lettland    | Renārs Birkentāls Estere Volfa      | +1:57,9     | 0+2 0+0 / 0+2 0+1 0+0 0+2 / 0+0 1+3 |
| 0     |             |                                     |             |                                     |
| 16    | Italien     | Patrick Braunhofer Ilaria Scattolo  | +3:19,7     | 0+3 0+0 / 0+1 0+0 0+2 0+2 / 0+1 0+3 |
| LAP   | Belgien     | Marek Mackels Eve Bouvard           |             | 0+2 2+3 / 0+0 2+3 0+1 0+3 / überr.  |

Gemeldet und am Start: 25 Staffeln 
 Überrundet: 3
Erstmals in der Geschichte gelang es einer finnischen Mannschaft, eine Mixedstaffel zu gewinnen. Der letzte finnische Staffelsieg datierte zudem aus der Saison 1989/90, als in Antholz eine Damenmannschaft den Wettkampf gewann. Maßgeblich dafür war das beste und gleichzeitig schnellste Schießergebnis sowie die Schlussrunde von Suvi Minkkinen, die die zeitgleich vom Schießstand weggelaufene Paula Botet nicht herankommen ließ. Das Podest wurde von Deutschland komplettiert, hier machten zu viele Schießfehler ein noch besseres Resultat nicht möglich. Gute Ergebnisse gab es für die Schweiz (trotz Strafrunde), Österreich und Slowenien; die lettische Mannschaft erreichte erstmals mit einer Aufstellung die Top 10, die nicht Bendika/Rastorgujevs hieß.

#### Mixedstaffel
Start: Sonntag, 12. Januar 2025, 14:30 Uhr
| Platz | Land        | Sportler                                                              | Zeit        | Strafrunden + Nachlader         |
| ----- | ----------- | --------------------------------------------------------------------- | ----------- | ------------------------------- |
| 1     | Schweden    | Sebastian Samuelsson Martin Ponsiluoma Hanna Öberg Elvira Öberg       | 1:04:24,1 h | 0+2 0+1 2+3 0+2 0+1 0+0 0+0 0+1 |
| 2     | Frankreich  | Fabien Claude Éric Perrot Jeanne Richard Lou Jeanmonnot               | +12,8       | 0+0 1+3 0+1 0+1 0+0 0+0         |
| 3     | Norwegen    | Sturla Holm Lægreid Tarjei Bø Ingrid L. Tandrevold Maren Kirkeeide    | +1:11,4     | 0+0 0+2 0+0 1+3 0+0 0+1 0+3 0+0 |
| 4     | Schweiz     | Sebastian Stalder Jeremy Finello Aita Gasparin Lena Häcki-Groß        | +2:13,5     | 0+1 0+2 0+2 1+3 0+0 0+1 0+1 0+1 |
| 5     | Deutschland | Danilo Riethmüller Philipp Nawrath Julia Tannheimer Franziska Preuß   | +2:21,0     | 0+0 0+0 0+1 0+2 2+3 0+1 0+0 1+3 |
| 6     | Italien     | Tommaso Giacomel Elia Zeni Martina Trabucchi Michela Carrara          | +2:29,3     | 0+1 0+3 0+0 0+0 0+2 0+2 1+3 0+0 |
| 7     | Belgien     | Florent Claude Thierry Langer Lotte Lie Maya Cloetens                 | +2:40,6     | 1+3 0+1 0+1 0+1 0+0 0+0 0+0 0+3 |
| 8     | Tschechien  | Michal Krčmář Adam Václavík Jessica Jislová Kristýna Otcovská         | +2:58,1     | 0+2 0+1 0+0 0+0 0+2 0+2         |
| 9     | Ukraine     | Witalij Mandsyn Dmytro Pidrutschnyj Olena Horodna Chrystyna Dmytrenko | +3:15,5     | 0+0 1+3 0+0 0+1 0+1 0+0 0+0 0+0 |
| 10    | Österreich  | Felix Leitner David Komatz Anna Andexer Anna Gandler                  | +3:38,4     | 0+0 0+1 0+0 0+2 2+3 0+0 0+2 0+1 |

Gemeldet und am Start: 23 Staffeln 
 Überrundet: 4 
 Disqualifiziert:  Moldau
Die zweite Mixedstaffel der Saison ging dank überragender Leistungen in der Loipe von Hanna und Elvira Öberg an die schwedische Mannschaft, obwohl Martin Ponsiluoma nach zwei Strafrunden schon über eine Minute zurück war. Lou Jeanmonnot und Maren Kirkeeide brachten die Ränge zwei und drei für Frankreich respektive Norwegen ins Ziel, wobei beide Athletinnen von Öberg sprichwörtlich stehen gelassen worden waren. Deutschland, bis zum zweiten Wechsel noch in Führung gelegen, fiel nach zwei Strafrunden durch Julia Tannheimer zurück, davor liefen die Schweizer, ebenfalls mit Strafrunde, auf Platz vier. Für die belgische Mannschaft resultierte zudem das beste Ergebnis in einer Mixedstaffel überhaupt. Die moldawische Staffel wurde disqualifiziert, da der betroffene Athlet das Rennen trotz Überrundung nicht aufgab (IBU-Regel 11.3.4.t).

## Auswirkungen
| Rang | Name                   | Punkte | Siege | Verän- derung |
| ---- | ---------------------- | ------ | ----- | ------------- |
| 1    | Johannes Thingnes Bø   | 662    | 3     |               |
| 2    | Sturla Holm Lægreid    | 589    | 1     |               |
| 3    | Émilien Jacquelin      | 468    | 1     |               |
| 4    | Éric Perrot            | 449    | 1     |               |
| 5    | Sebastian Samuelsson   | 395    | 0     |               |
| 6    | Vebjørn Sørum          | 381    | 0     |               |
| 7    | Quentin Fillon Maillet | 378    | 1     |               |
| 8    | Fabien Claude          | 358    | 0     |               |
| 9    | Tarjei Bø              | 332    | 1     |               |
| 10   | Philipp Nawrath        | 331    | 0     |               |

| Rang | Name                    | Punkte | Siege | Verän- derung |
| ---- | ----------------------- | ------ | ----- | ------------- |
| 1    | Franziska Preuß         | 599    | 2     |               |
| 2    | Lou Jeanmonnot          | 483    | 3     |               |
| 3    | Elvira Öberg            | 440    | 1     |               |
| 4    | Julia Simon             | 375    | 0     |               |
| 5    | Suvi Minkkinen          | 372    | 0     |               |
| 6    | Justine Braisaz-Bouchet | 357    | 1     |               |
| 7    | Jeanne Richard          | 335    | 0     |               |
| 8    | Selina Grotian          | 316    | 1     |               |
| 9    | Océane Michelon         | 312    | 0     |               |
| 10   | Vanessa Voigt           | 307    | 0     |               |

## Debütanten
Folgende Athleten nahmen zum ersten Mal an einem Biathlon-Weltcup teil. Dabei kann es sich sowohl um Individualrennen, als auch um Staffelrennen handeln.
| Männer             | Frauen                       |
| ------------------ | ---------------------------- |
| Marco Barale       | ( Stefani Jolowa)            |
| Jasper Fleming     | ( Konstantina Charalampidou) |
| Fabian Suchodolski | Ilaria Scattolo              |
| Artur Ischakov     | Estere Volfa                 |
|                    | Daryna Tschalyk              |

Jolowa und Charalampidou hatten bereits an den Weltmeisterschaften 2024 teilgenommen und sind deshalb in Klammern geführt.